# Хагатна
Хагатна (на езика чаморо: Hagåtña) е село на остров Гуам и негов главен административен център. Името на града от испански е било Аганя. Разположен е на западното крайбрежие на острова и е с население от около 1050 души. От 18-ти до средата на 20-ти век е бил център на Гуам, но днес е второто най-малко от 19-те села на острова, както по територия, така и по население. Въпреки това, той остава един от големите търговски райони на острова, освен че е седалище на правителството.

## География
Хагатна се намира в устието на река Хагатна на западния бряг на Гуам. Според Бюрото за преброяване на населението на САЩ градът има обща площ от 1 квадратна миля (2,6 km²). Няколко високи офис сгради са в центъра на селото, докато западната част на града е известна като Анигуа е жилищен район. За разлика от много села, централната част на Хагатна е разделена на градски блокове с магазини и малки ресторанти в центъра на селото. 

## Климат
Градът има екваториален климат, подобен на този в басейна на Амазонка.  Валежите са обилни, особено от юни до ноември, достигайки 978 милиметра (38,50 инча) за един месец през август 1997 г., докато 2004 г. беше най-влажната в историята с 3539 милиметра (139,33 инча).

## Побратимени градове
Хагатнае побратимен с:
- Гуадалахара, Халиско, Мексико [2]
- Кесон Сити, Филипини, от октомври 2000 г.[3]
- Малолос Сити, Филипини[4]
- Легаспи Сити, Филипини